# Carles Romagosa Vidal
Carles Romagosa Vidal   (Barcelona, 17 de gener de 1972) és un entrenador de futbol i director tècnic de clubs professionals i federacions. Entre d'altres, ha treballat al FC Barcelona, el Paris Saint Germain i a la Federació Tailandesa de Futbol.
Durant la seva trajectòria professional, Romagosa Vidal ha ocupat diverses posicions, entre les quals destaca la de d'entrenador a "La Masia" del FC Barcelona, on les seves responsabilitats incloïen l'entrenament d'algunes de les actuals estrelles del futbol mundial com ara Gerard Piqué, Jordi Alba, Cesc Fàbregas, Bojan Krkic, Víctor Ruiz, entre d'altres.
A més, Romagosa Vidal també s'encarregava de l'scouting, establint criteris, identificant talent i implementant processos per captar i desenvolupar els jugadors més prometedors. També va participar en diverses competicions nacionals i internacionals, assolint el títol de campió en diverses ocasions.
Durant la seva estada al FC Barcelona, Romagosa Vidal també va desenvolupar el paper de Director de la FC Barcelona Escola, un projecte que actualment compta amb més de 36 escoles a tot el món. Les seves principals responsabilitats van incloure la concepció i disseny del projecte, la selecció de jugadors amb talent per entrenar i competir regularment, així com l'establiment de relacions amb altres clubs per fomentar la cooperació i el creixement del projecte..
Durant la seva etapa com a director tècnic del Paris Saint Germain, Carles Romagosa va assumir un seguit de responsabilitats. En primer lloc, establir i mantenir una xarxa de relacions amb altres clubs per connectar els jugadors de l'acadèmia amb el primer equip professional. A més a més, va supervisar el departament juvenil i va dur a terme projectes interns i externs per a la millora del mateix. Finalment, també va definir el model esportiu i la metodologia per als equips juvenils, assegurant-se que s'adequaven als valors i les necessitats del club.
A més de treballar amb clubs de futbol professionals, Romagosa Vidal també s'ha vinculat al món de les federacions de futbol. Actualment és el director tècnic de la Federació Tailandesa de Futbol, on és responsable de desenvolupar i implementar estratègies per millorar el nivell de futbol al país.